# Badminton Oceania
Badminton Oceania (BO) (dawniej Oceania Badminton Confederation (OBC)) – jedna z pięciu organizacji kontynentalnych Międzynarodowej Federacji Badmintona. Jej siedziba znajduje się w australijskim mieście Williamstown w stanie Wiktoria, obecnym szefem jest Geraldine Brown. Organizacja składa się z 12 związków regionalnych, oraz 2 stowarzyszonych.

## Członkowie Badminton Oceania
| L.p. | Państwo          | Nazwa                                         | Uwagi                 |
| ---- | ---------------- | --------------------------------------------- | --------------------- |
| 1.   | Australia        | Badminton Australia                           |                       |
| 2.   | Fidżi            | Fiji Badminton Association                    |                       |
| 3.   | Guam             | Guam National Badminton Federation            |                       |
| 4.   | Kiribati         | Kiribati Badminton Federation                 |                       |
| 5.   | Mariany Północne | Northern Marianas Badminton Association       | Członek stowarzyszony |
| 6.   | Nauru            | Nauru Badminton Association                   |                       |
| 7.   | Nowa Kaledonia   | New Caledonia Badminton Association           | Członek stowarzyszony |
| 8.   | Nowa Zelandia    | Badminton New Zealand                         |                       |
| 9.   | Norfolk          | Badminton Norfolk Island                      |                       |
| 10.  | Samoa            | Samoa Badminton Association                   |                       |
| 11.  | Tahiti           | Tahitian Badminton Federation                 |                       |
| 12.  | Tonga            | Tonga National Badminton Association          |                       |
| 13.  | Tuvalu           | National Badminton Association of Tuvalu      |                       |
| 14.  | Wyspy Cooka      | Badminton Association of The Cook Islands Inc |                       |